# El abogado de Joseon: la ética
El abogado de Joseon: la ética (en hangul, 조선변호사; romanización revisada del coreano: Joseonbyeonhosa) es una serie de televisión surcoreana dirigida por Kim Seung-ho y Lee Han-joon, y protagonizada por Woo Do-hwan, Bona y Cha Hak-yeon. Se emitirá por el canal MBC TV desde el 31 de marzo hasta el 20 de mayo de 2023, los viernes y sábados a las 21:50 (hora local coreana).

## Sinopsis
El abogado de Joseon: la ética es un drama que narra la venganza de un abogado perteneciente a la rama extranjera de la dinastía Joseon contra el responsable de la muerte de sus padres.

## Reparto

### Principal
- Woo Do-hwan como Kang Han-soo, el mejor abogado de Joseon que gradualmente se convierte en un verdadero abogado de la gente común.[3][4][5]
- Bona (Kim Ji-yeon) como Lee Yeon-joo, una princesa que perdió a su padre cuando era niña y que vive fuera del palacio, preocupándose sinceramente por el país y su gente. Sueña con vengar a su padre usando la ley y se acerca a Kang Kang-soo para ello.[4][6]
  - Lee Go-eun como Yeon-joo de niña.[7]
- Cha Hak-yeon como Yoo Ji-sun, el prometido de Yeon-joo, juez de Hanseongbu y tercera generación de lectores de la familia más prestigiosa de Joseon, que monopoliza el poder en la corte.[8]

### Secundario

#### Gente del palacio
- Song Geon-hee como Seongjong de Joseon / Lee Hyul (nombre personal): el rey de Joseon, que sueña con fortalecer su autoridad real y establecer un estado de derecho.[9]
- Kim Ae-ran como la Gran Reina Viuda Jaseong, la abuela de Lee Hyul. Una mujer de hierro que puede hacer cualquier cosa por la estabilidad de la corte y la familia real.
- Han Sang-jo como el eunuco Go, consejero principal de Lee Hyul.

#### Ministros y consejeros
- Chun Ho-jin como el ministro de Impuestos Militares Yoo Je-se, el padre de Ji-sun, el hombre más rico y poderoso del reino; tiene poder absoluto sobre la corte, la familia real, el país e incluso la vida de las personas.[10]
- Choi Moo-sung como Choo Young-woo: el chamchan derecho.[9]
- Lee Jae-woon como Won Dae-han, el chamchan izquierdo.
- Choi Byung-mo como Im Sang-ho, el consejero de Estado derecho.[11]
- Nam Kyung-eup como Choi Soo-yong, el consejero de Estado izquierdo.[12]

#### Allegados a Kang Han-soo
- Lee Kyu-sung como Dong-chi, el mejor amigo y compañero de Han-soo, enamorado desde hace mucho tiempo de su hermana Kang Eun-soo.[13][14]
- Joo Ah como O-wol, una nueva gisaeng en Wolharu.
- Yoo Ye-bin como Jong-hyang, una gisaeng en Wolharu.
- Han So-eun como Kang Eun-soo, la hermana mayor de Han-soo.[15]
  - Yoo Seo-yeon como Eun-soo de niña.
- Kim Jong-tae como Kang Eon-jik, el padre de Han-soo.
- Min Ji-ah como la señora Lee, la madre de Han-soo.

#### Allegados a Lee Yeon-joo
- Shin Dong-mi como la señora Hong, la niñera de Yeon-joo y propietaria de la casa de huéspedes de Sowongak.[16][17]
- Lee Si-hoo como Choi Yoon, sobrino de la señora Hong.
- Kim Do-yeon como la chef Baek, la mejor de Joseon, que trabaja en Sowongak.[18]
- Han Min como el anterior rey, padre de Yeon-joo y tío de Lee Hyul, que sufrió una muerte trágica.

#### Otros
- Kang Hyun-oh como Kim Ji-ho, guardaespaldas y ayudante de Ji-sun.
- Lee Jun-hyeok como Jang Dae-bang, exoficial de policía, pero ahora jefe de una banda de criminales.[19]
- Hong Wan-pyo como Jo Cheol-joo, subordinado de Dae-bang.[19][20]
- Lee Chan-jong como Chu-sal, subordinado de Dae-bang.
- Lee Tae-gum como Lee Bang, un funcionario público.[21]
- Hwang Man-ik como Heo Pan-yoon, el más alto funcionario de Hanseong-bu.[22]
- Jung Ah-mi como Park Yeo-in, una anciana que esconde un secreto (ep. 2, 5-7).[23]
- Jo Hee-bong como Park Je-soo, un alfarero fuerte con los débiles y débil con los fuertes (ep. 3-4).[24]
- Noh Haeng-ha como Myeon-gwol (ep. 3-4).
- Kwon Ah-reum como Yeong-sil (ep. 5-6).
- Kim Young-sun como la madre de Yeong-sil (ep. 5).
- Byung-hun como el marido de Yeong-sil (ep. 5).
- Kang Shin-il como Yi-jang (ep. 5-6).
- Lee Joo-won como Lee Yong, hijo de Bong-sam (ep. 7-8).
- Lee Hyeon-seo como la esposa de Bong-sam (ep. 7-8).

### Apariciones especiales
- Bae Hae-sun como la dama Yeon (ep. 3-4).[25]
- Kwon Ah-reum como Yeong-sil, una joven recién casada.[26]

## Producción
El 9 de febrero de 2023 se publicaron imágenes de la primera lectura del guion por el reparto de actores. El 27 de febrero y el 9 de marzo se lanzaron respectivamente el primer y el segundo tráiler de presentación de la serie.

## Audiencia
| Temporada | Temporada | Episodio número | Episodio número | Episodio número | Episodio número | Episodio número | Episodio número | Episodio número | Episodio número | Episodio número | Episodio número | Episodio número | Episodio número | Episodio número | Episodio número | Episodio número | Promedio |
| Temporada | Temporada | 1               | 2               | 3               | 4               | 5               | 6               | 7               | 8               | 9               | 10              | 11              | 12              | 13              | 14              | 15              | Promedio |
| --------- | --------- | --------------- | --------------- | --------------- | --------------- | --------------- | --------------- | --------------- | --------------- | --------------- | --------------- | --------------- | --------------- | --------------- | --------------- | --------------- | -------- |
|           | 1         | 520             | 531             | 531             | —               | —               | —               | 700             | 798             | —               | —               | —               | —               | 456             | —               | —               | N/A      |

| Episodio | Fecha de emisión    | Índice de audiencia (Nielsen Korea) | Índice de audiencia (Nielsen Korea) |
| Episodio | Fecha de emisión    | Nacional                            | Seúl                                |
| --- | ------------------- | ----------------------------------- | ----------------------------------- |
| 1 | 31 de marzo de 2023 | 2,8 % (21.ª)                        | 2,8 % (18.ª)                        |
| 2 | 1 de abril de 2023  | 2,9 % (21.ª)                        | N/A                                 |
| 3 | 7 de abril de 2023  | 2,9 % (21.ª)                        | 3 % (18.ª)                          |
| 4 | 8 de abril de 2023  | 2,7 % (24.ª)                        | N/A                                 |
| 5 | 14 de abril de 2023 | 2,5 % (25.ª)                        | N/A                                 |
| 6 | 15 de abril de 2023 | 2,2 % (28.ª)                        | N/A                                 |
| 7 | 21 de abril de 2023 | 3,8 % (14.ª)                        | 3,5 % (13.ª)                        |
| 8 | 22 de abril de 2023 | 4,4 % (15.ª)                        | 4,5 % (9.ª)                         |
| 9 | 28 de abril de 2023 | 2,9 % (20.ª)                        | N/A                                 |
| 10 | 29 de abril de 2023 | 2,8% (24.ª)                         | N/A                                 |
| 11 | 5 de mayo de 2023   | 3,6 % (21.ª)                        | 3,6 % (17.ª)                        |
| 12 | 6 de mayo de 2023   | 3,2 % (20.ª)                        | 3,3 % (19.ª)                        |
| 13 | 12 de mayo de 2023  | 2,6 % (21.ª)                        | N/A                                 |
| 14 | 13 de mayo de 2023  | 2,3 % (25.ª)                        | N/A                                 |
| 15 | 19 de mayo de 2023  | 3 % (20.ª)                          | 2,5 % (20.ª)                        |
| 16 | 20 de mayo de 2023  | 2,9 % (20.ª)                        | 3 % (16.ª)                          |
| Promedio | Promedio            | 3 %                                 | —                                   |
| - En la tabla superior, los números azules representan las calificaciones más bajas y los números rojos representan las más altas. - N/A indica que la serie no se ubicó entre los veinte programas diarios de mayor audiencia en la fecha señalada y que por tanto el dato es desconocido. |                     |                                     |                                     |